# 花總まり
花總 まり（はなふさ まり、1973年2月28日 - ）は、日本の女優・歌手。元宝塚歌劇団宙組・雪組トップ娘役。
東京都、日本女子大学附属高等学校出身。身長163cm。血液型O型。愛称は「ハナ」。
所属事務所はブルーミングエージェンシー。

## 来歴
1989年、宝塚音楽学校入学。
1991年、音楽学校卒業後、宝塚歌劇団に77期生として入団。月組公演「ベルサイユのばら」で初舞台。
1992年、「白夜伝説」で、妖精ミーミル役に抜擢され、注目を集める。
1993年の「うたかたの恋」で新人公演初ヒロイン。同年8月3日付で雪組へと組替え。
1994年の「二人だけの戦場」で、バウホール・東上公演初ヒロイン。雪組トップ娘役に就任。トップ就任後第1作となる「風と共に去りぬ」では、娘役でありながら新人公演の主演を務め、スカーレット役を演じた。
1996年、日本初演となる「エリザベート」で、タイトルロールでもあるエリザベート役を演じる。自身の代表作の1つとなり、1998年の再演でも同役を演じた。
1998年1月1日付で宙組創設に伴う発足メンバーとして宙組へ組替え。宙組の初代トップ娘役に就任する。
2000年「ベルサイユのばら2001」のマリー・アントワネット、「ファントム」の歌姫クリスティーヌなど、清楚な美貌と歌唱力を生かした大役を演じ、高い評価を受ける。
宝塚100年に1人の娘役との呼び声も高い中、2006年7月2日退団。トップ娘役としての任期は12年を超え、これは男役、娘役合わせての歴代最長記録となる。
退団後は2010年より本格的に芸能活動を再開。
2013年東宝ミュージカル「モンテクリスト伯」ヒロイン役として好演、高い評価を得る。
2014年「レディ・ベス」（世界初演の主役。）「モーツァルト」
2015年、「エリザベート」でエリザベート役を演じる。

## 人物
幼い頃からバイオリンを習い、音大進学を目指していたが、高校1年の時に1度目の受験で音楽学校に合格を果たした。

## 宝塚歌劇団時代の主な舞台

### 初舞台
- 1991年3 - 5月、月組『ベルサイユのばら-オスカル編-』（宝塚大劇場のみ）

### 組まわり
- 1991年8 - 9月、雪組『華麗なるギャツビー』『ラバーズ・コンチェルト』（宝塚大劇場のみ）
- 1991年11月、花組『ヴェネチアの紋章』『ジャンクション24』（東京宝塚劇場のみ）

### 星組時代
- 1992年3月、『紫禁城の落日』（東京宝塚劇場のみ）
- 1992年5 - 8月、『白夜伝説』 - ミーミル『ワンナイト・ミラージュ』[16][6]
- 1992年10月、『ハロー、ジョージ!』（バウホール） - エリザベス[17]
- 1993年1 - 2月、『宝寿頌』『PARFUM DE PARIS』 - 歌う娘／パリジェンヌ／エトワール、新人公演：踊る淑女S／恋人／パリジェンヌ（宝塚大劇場）[18]
- 1993年2 - 3月、『ハロー、ジョージ!』（日本青年館） - エリザベス[19]
- 1993年4月、『宝寿頌』『PARFUM DE PARIS』 - 歌う娘／パリジェンヌ／エトワール、新人公演：踊る淑女S／恋人／パリジェンヌ（東京宝塚劇場）[20]
- 1993年6 - 8月、『うたかたの恋』 - ミリー・ステュベル、新人公演：マリー・ヴェッツェラ（本役：白城あやか）『パパラギ』（宝塚大劇場のみ） 新人公演初ヒロイン[7][6]

### 雪組時代
- 1993年10 - 12月、『ブルボンの封印』 - マリエール『コート・ダジュール』 - マリー（宝塚大劇場）[20]
- 1994年1 - 2月、『二人だけの戦場』（バウホール・日本青年館） - ライラ バウ・東上初ヒロイン[9][6]
- 1994年3月、『ブルボンの封印』 - マリエール『コート・ダジュール』 - マリー（東京宝塚劇場）[21]

### 雪組トップ娘役時代
- 1994年5 - 8月、『風と共に去りぬ』 - キャリーン・オハラ、新人公演：スカーレット・オハラ（本役：一路真輝） 新人公演主演、初エトワール[11][3]
- 1994年10月、『二人だけの戦場』（愛知厚生年金会館） - ライラ トップお披露目公演
- 1994年11 - 12月、『雪之丞変化』 - 浪路『サジタリウス』（宝塚大劇場） 大劇場トップお披露目公演[22][10][4]
- 1995年1月、『アリア 夢唄』（ドラマシティ） - マリー[23]
- 1995年3月、『雪之丞変化』 - 浪路『サジタリウス』（東京宝塚劇場）[22]
- 1995年5 - 8月、『JFK』 - ジャクリーヌ『バロック千一夜』[22][10]
- 1995年9月、『アリア 夢唄』（愛知厚生年金会館）[24]
- 1995年11 - 12月、『あかねさす紫の花』 - 額田女王『マ・ベル・エトワール』（宝塚大劇場のみ）[10]
- 1996年2 - 3月、『エリザベート』（宝塚大劇場） - エリザベート[25][6]
- 1996年4 - 5月、『あかねさす紫の花』 - 額田女王『マ・ベル・エトワール』（全国ツアー）[26]
- 1996年6月、『エリザベート』（東京宝塚劇場） - エリザベート[27]
- 1996年8 - 9月、『虹のナターシャ』 - 蘭子・ナターシャ『La Jeunesse!』（宝塚大劇場）
- 1996年11月、『晴れた日に永遠が見える』（バウホール） - デイジー・ギャンブル[28]
- 1996年12月、『虹のナターシャ』 - 蘭子・ナターシャ『La Jeunesse!』（東京宝塚劇場）[27]
- 1997年2月、『虹のナターシャ』 - 蘭子・ナターシャ『La Jeunesse!』（中日劇場）[29]
- 1997年3 - 5月、『仮面のロマネスク』 - フランソワーズ・メルトゥイユ侯爵夫人『ゴールデン・デイズ』（宝塚大劇場）[30]
- 1997年5 - 6月、『晴れた日に永遠が見える』（日本青年館・愛知厚生年金会館） - デイジー・ギャンブル[28]
- 1997年7月、『仮面のロマネスク』 - フランソワーズ・メルトゥイユ侯爵夫人『ゴールデン・デイズ』（東京宝塚劇場）[27]
- 1997年9 - 11月、『真夜中のゴースト』 - マリー『レ・シェルバン』（宝塚大劇場のみ）[31]

### 宙組トップ娘役時代
- 1998年1月、『夢幻宝寿頌』『This is TAKARAZUKA!』（香港カルチュラルセンター）[32]
- 1998年3 - 8月、『エクスカリバー』 - ロザライン『シトラスの風』 大劇場トップお披露目公演[31][14][4]
- 1998年9月、『バウ・ボヤージュ!』（バウホール）[33]
- 1998年10 - 1999年3月、『エリザベート』 - エリザベート[30][10]
- 1999年4 - 5月、『エクスカリバー』 - ロザライン『シトラスの風』（全国ツアー）[34]
- 1999年6 - 11月、『激情』 - カルメン『ザ・レビュー'99』[35][3]
- 2000年1 - 5月、『砂漠の黒薔薇』 - マリヤーナ姫『GLORIOUS!!』[36]
- 2000年6 - 7月、『うたかたの恋』 - マリー・ヴェッツェラ『GLORIOUS!!』（全国ツアー）[37][38][14]
- 2000年8 - 12月、『望郷は海を越えて』 - 由布姫／エカテリーナII『ミレニアム・チャレンジャー!』[39]
- 2001年2月、『望郷は海を越えて』 - 由布姫／エカテリーナII『ミレニアム・チャレンジャー!』（中日劇場）[40]
- 2001年4 - 8月、『ベルサイユのばら2001-フェルゼンとマリー・アントワネット編-』 - マリー・アントワネット[41] エトワール[14]
- 2001年11 - 2002年3月、『カステル・ミラージュ』 - エヴァ=マリー『ダンシング・スピリット!』[42]
- 2002年4 - 5月、『カステル・ミラージュ』 - エヴァ=マリー『ダンシング・スピリット!』（全国ツアー）[43]
- 2002年7 - 11月、『鳳凰伝』 - トゥーランドット『ザ・ショー・ストッパー』[44][14]
- 2002年12 - 2003年1月、『聖なる星の奇蹟-いつか出会う君に-』（ドラマシティ・赤坂ACTシアター） - リディア[45]
- 2003年2 - 6月、『傭兵ピエール』 - ジャンヌ・ダルク『満天星大夜總会』[46][14]
- 2003年8月、『鳳凰伝』 - トゥーランドット『ザ・ショー・ストッパー』（博多座）[47]
- 2003年10 - 2004年2月、『白昼の稲妻』 - ヴィヴィアンヌ『テンプテーション!』[46][14]
- 2004年2月、花組『アプローズ・タカラヅカ!』（宝塚大劇場） Wエトワール[注釈 1][48]
- 2004年3月、『BOXMAN-俺に破れない金庫などない-』（日本青年館・ドラマシティ） - ドリー[45][14]
- 2004年5 - 8月、『ファントム』 - クリスティーヌ・ダーエ[49][14]
- 2004年10 - 11月、『風と共に去りぬ』（全国ツアー） - スカーレット・オハラ[37][50]
- 2005年1 - 4月、『ホテル ステラマリス』 - ステイシー・ランカスター『レヴュー伝説』[51]
- 2005年5 - 6月、『ホテル ステラマリス』 - ステイシー・ランカスター『レヴュー伝説』（全国ツアー）[52]
- 2005年8 - 11月、『炎にくちづけを』 - レオノーラ『ネオ・ヴォヤージュ』[53][54]
- 2005年12月、和央ようかライブショー『W-WING-』（ドラマシティ）[45]
- 2006年3 - 7月、『NEVER SAY GOODBYE』 - キャサリン・マクレガー／ペギー・マクレガー 退団公演[55][4]

## 宝塚歌劇団退団後の主な活動

### 舞台
- 『ディートリッヒ 生きた 愛した 永遠に』（2010年3月‐4月／青山劇場、梅田芸術劇場） - エディット・ピアフ 役[56]
- 『ミュージカル・ドラキュラ』（2011年8月 - 9月／東京国際フォーラム・ホールC、梅田芸術劇場） - ミーナ・マレー 役 ヒロイン[56]
- 『LOVE LETTERS』（2011年11月／パルコ劇場） - メリッサ 役[56]
- 『NO WORDS,NO TIME 〜空に落ちた涙〜』（2013年1月 - 2月／東京グローブ座、森ノ宮ピロティホール）[56]
- 『永遠物語』（2013年3月 - 4月／宝塚バウホール） - 吉岡良子 役 バウ・ヒロイン [57][56]
- 『モンテ・クリスト伯』（2013年12月 - 2014年1月／日生劇場、梅田芸術劇場、愛知県芸術劇場大ホール、キャナルシティ劇場） - メルセデス 役 ヒロイン[56]
- 『レディ・ベス』（2014年4月 - 5月／帝国劇場、7月‐9月／梅田芸術劇場、博多座、中日劇場） - エリザベス一世 役 主演[56]
- 『モーツァルト!』（2014年11月 - 12月／帝国劇場、2015年1月／梅田芸術劇場） - ナンネール 役[56]
- 『エリザベート』（2015年6月 - 8月／帝国劇場） - エリザベート 役 主演[57][56]
- 『1789 -バスティーユの恋人たち-』（2016年4月 - 6月／帝国劇場、梅田芸術劇場） - マリー・アントワネット 役[57][58][56]
- 『エリザベート』（2016年6月 - 10月／帝国劇場、博多座、梅田芸術劇場、中日劇場） - エリザベート 役 主演[57][56]
- 『レディ・ベス』（2017年10月 - 12月／帝国劇場、梅田芸術劇場） - エリザベス一世 役 主演[57][56]
- 『ROMALE〜ロマを生き抜いた女 カルメン〜』（2018年3月 - 4月／東京芸術劇場プレイハウス、シアター・ドラマシティ） - カルメン 役 主演[57][56]
- 『シークレット・ガーデン』（2018年6月 - 7月／シアター・クリエ、厚木文化会館、久留米シティプラザ、兵庫県立芸術文化センター） - リリー 役 ヒロイン[57]
- 『マリー・アントワネット』（2018年9月 - 2019年1月／博多座、帝国劇場、御園座、梅田芸術劇場） - マリー・アントワネット 役 主演[57][56]
- 『エリザベート』（2019年6 - 8月／帝国劇場） - エリザベート 役 主演[57][56]
- 『おかしな二人』（2020年10 - 11月／シアタークリエ、梅田芸術劇場シアター・ドラマシティ） - フローレンス 役 W主演[57][56]
- 『マリー・アントワネット』（2021年1 - 3月 ／東急シアターオーブ、梅田芸術劇場メインホール）- マリー・アントワネット 役 主演[56][57]
- 『本日も休診』（2021年11月／明治座） - 見川鯛山の妻・テル子 役 ヒロイン[59]。
- 『リトルプリンス』（2022年1 - 2月／シアタークリエ、日本特殊陶業市民会館ビレッジホール） - 花 役[60] [56]
- 『銀河鉄道999 THE MUSICAL』（2022年4月／日本青年館ホール） - メーテル 役[61]
- 『バイオーム』（2022年6月／東京建物 Brillia HALL） - 怜子・クロマツの芽 役[62]
- 『エリザベート』（2022年10月 - 2023年1月／帝国劇場、御園座、梅田芸術劇場、博多座） - エリザベート 役 主演[63] [56]
- 『おかしな二人』（2023年4 - 5月／シアタークリエ、トークネットホール仙台、富山県民会館、梅田芸術劇場シアター・ドラマシティ） - フローレンス 役 W主演
- 『SUNNY』（2023年6 - 7月／東京建物 Brillia HALL、梅田芸術劇場シアター・ドラマシティ) - 奈美 役 主演[64] [56]
- 『ベートーヴェン』（2023年12月 - 2024年1月／日生劇場、福岡サンパレス、御園座、兵庫県立芸術文化センター KOBELCO 大ホール） - アントニー・ブレンターノ 役 ヒロイン[65] [56]
- 『銀行強盗にあって妻が縮んでしまった事件』（2024年4月／日本青年館大ホール、COOL JAPAN PARK OSAKA WWホール、御園座）- ステイシー 役 W主演[66]
- 『応天の門』（2024年12月／明治座） - 昭姫 役 特別出演[67][56][68]
- 『バグダッド・カフェ』（2025年11月、シアタークリエ） - ジャスミン・ムンシュテットナー 役 主演[69]
- 『破果』（2026年3月 - 4月／東京・⼤阪・福岡）[70]

### ドラマ
- 大河ドラマ（NHK総合）
  - 『おんな城主 直虎』（2017年） - 佐名 役 [71]
  - 『べらぼう〜蔦重栄華乃夢噺〜』（2025年） - 宝蓮院 役[72]
- 放送90年 大河ファンタジー『精霊の守り人』最終章（2017年、NHK総合） - ユーカ 役 [73]
- BS時代劇『明治開花 新十郎探偵帖』第1話（2020年、NHK BSプレミアム） - アツ子 役[74]
- ブラックペアン シーズン2 第4話・第5話（2024年、TBS） - 戸島和子役[75]
- キャスター 第3話（2025年、TBS） - 小野寺基子 役[76]

### ラジオドラマ
- 青春アドベンチャー（NHK-FM）
  - 『斜陽の国のルスダン』（2017年） - 女王ルスダン 役 主演
  - 『紺碧のアルカディア』（2019年） - 女船長フェリチータ 役 主演
  - 『ヨコハマ・ジャスミンホテル』（2021年） - メリケンお雪 役 ヒロイン
- FMシアター（NHK-FM）
  - 『あなたに似た街』（2017年）ヒロイン

### CM
- 野村證券『with NISA るいとう』篇、『with NISA 株主優待』篇（2014年 - 2017年）[57]
- アート引越センター（2017年9月 - ）[57]
- リソウコーポレーション（2019年2月 - ）[57]
- シュガーレディ（2019年6月 - ）[57]

### コンサート
- 『エリザベート スペシャル・ガラ・コンサート』（2012年11月 - 12月／東急シアターオーブ、梅田芸術劇場） - エリザベート 役[57]
- 『エリザベート TAKARAZUKA20周年 スペシャル・ガラ・コンサート』（2016年12月 - 2017年1月／梅田芸術劇場、オーチャードホール） - エリザベート 役[77]
- 『25th Anniversary 花總まり First Concert 〜Especially For You〜』（2016年2月26日、27日／赤坂ACTシアター）[78]
- 『プレミアムシンフォニックコンサート〜花總まり・愛に生きた女王を綴る〜』（2020年1月17日／オーチャードホール、2月23日／NHK大阪ホール）[79]
- 『プレミアムシンフォニックコンサート 〜花總まり・女王たちの物語〜 Xmasバージョン』（2020年12月12日／オーチャードホール)[80]
- 『プレミアムシンフォニックコンサート 〜花總まり・女王たちの物語〜 vol.2』（2022年8月7日／愛知県芸術劇場コンサートホール、2022年8月28日／RaiBoC Hall さいたま市民会館大ホール
- 『THE BEST New HISTORY COMING』（2025年2月／帝国劇場）[81][82]

### CD
- 『花總まり ファーストアルバム Especially For You』（2016年）[83]

## 受賞歴
- 1993年、『宝塚歌劇団年度賞』 - 1992年度新人賞[84]
- 1994年、『宝塚歌劇団年度賞』 - 1993年度努力賞[84]
- 1994年、『阪急すみれ会パンジー賞』 - 娘役賞[85]
- 1996年、『宝塚歌劇団年度賞』 - 1995年度優秀賞[84]
- 1997年、『宝塚歌劇団年度賞』 - 1996年度優秀賞[84]
- 1999年、『宝塚歌劇団年度賞』 - 1998年度優秀賞[84]
- 2000年、『宝塚歌劇団年度賞』 - 1999年度優秀賞[84]
- 2001年、『阪急すみれ会パンジー賞』 - 娘役賞[86]
- 2003年、第29回『菊田一夫演劇賞』 - 演劇賞[14][87]
- 2004年、『阪急すみれ会パンジー賞』 - 特別賞[86]
- 2005年、『宝塚歌劇団年度賞』 - 2004年度優秀賞[88]
- 2014.15..19年、『月刊ミュージカル』　最優秀女優賞
- 2015年、第23回『読売演劇大賞』 - 優秀女優賞
- 2016年、第41回『菊田一夫演劇賞』 - 演劇大賞[89]
- 2016年　wowow『勝手に演劇大賞』女優賞
- 2019年　オーストリア共和国 有功栄誉金章
- 2021年、第42回『松尾芸能賞』 - 演劇部門優秀賞[57]